# Abi Youcef
Abi Youcef é uma cidade e comuna localizada na província de Tizi Ouzou, Argélia. Em 2008, sua população era de 7 693 habitantes.